# A cielo abierto
A cielo abierto es una novela biográfica del autor español Antonio Iturbe, publicada en 2017 y galardonada con el Premio Biblioteca Breve. Construida como una narración cronológica, localizada geográficamente en cada capítulo, describe la relación vital y profesional de los pilotos pioneros franceses Jean Mermoz, Henri Guillaumet y Antoine de Saint-Exupéry, cuya conocida figura como autor literario sirve de hilo conductor al relato.
Pilotos aventureros en su juventud, con apenas veinte años, los tres protagonistas se curtirán al servicio de la empresa de aviación postal  Latécoère, precursora de la Compagnie Générale Aéropostale (semilla de la futura Air France). A lo largo de las páginas de la novela, alternando reflexiones más o menos literarias de los biografiados y los personajes de su círculo vital más íntimo y del entorno profesional, Iturbe recrea y da voz a Mermoz, Guillaumet y Saint-Exupéry. La narración reconstruye a su vez una selección de las hazañas durante los primeros años de la aviación en Europa, Medio Oriente, África, América del Sur y el Océano Atlántico.
Con una cronología minuciosamente documentada, la acción se desarrolla entre 1920 y el 31 de julio de 1944, fecha de la desaparición del autor de El Principito (y protagonista principal) durante su última misión de reconocimiento sobre los movimientos de las tropas alemanas en el valle del Ródano poco antes de la invasión aliada del sur de Francia. Ese día, a las 8:45 horas, Saint-Exupéry despegó a bordo de un Lightning P-38 sin armamento de una base aérea en Córcega, con una autonomía de vuelo de 6 horas.